# Стадион Олимпико Паскал Гереро
Стадион Олимпико Паскал Гереро (шп. Estadio Olímpico Pascual Guerrero), је фудбалски стадион, који се такође користи за атлетику, концерте и рагби, у Сантјаго де Калију, Колумбија, који је добио име у част песника Паскуала Гуерера. Стадион и спортски комплекс који га окружује били су, од 1950-их до 1970-их, један од најбољих и најсавременијих спортских комплекса у Латинској Америци, и довели су до референци за Кали као „Спортску престоницу Америке“.
„Паскал”, како становници Калија обично зову стадион, заменио је сада већ угашени Естадио Галилеја који се налазио у кварту Версаикес, где је 1928. године одржано прво национално такмичење у атлетици. Паскал је и даље важно место за домаћи и међународни спорт.
Реновирањем за Светско првенство у фудбалу до 20 година одржаним у Колумбији 2011. и додатним просторијама и ложама, капацитет стадиона је смањен на 35.000 људи. Тренутно је дом фудбалским клубоима Америка де Кали, Атлетико и Бока хуниорс де Кали а био је и дом Депортиву Кали до 2015. године, када су се они трајно преселили на свој нови стадион.

## Турнири
Финалне утакмице међународних клупских турнира:
- Копа либертадорес 1978.
- Копа либертадорес 1985.
- Копа либертадорес 1986.
- Копа либертадорес 1987.
- Копа либертадорес 1996.
- Копа либертадорес 1999.
- Копа Мерконорте 1998.
- Копа Мерконорте 1999.

Други турнири:
- VII Националне игре у Колумби 1954
- VI Панамеричке игре 1971.
- Копа Америка 2001. — укупно 6 утакмица групе Б
- Светско првенство у фудбалу уа младе до 20. година — 5 утакмица групе Б, 1 утакмица групе A, и по 1 утакмица 1/8 и 1/4 финала